# 1136 Mercedes
1136 Mercedes är en asteroid i huvudbältet som upptäcktes den 30 oktober 1929 av den spanske astronomen Josep Comas i Solà vid Observatori Fabra i Barcelona. Dess preliminära beteckning var 1929 UA. Den fick senare namn efter upptäckarens svägerska.
Mercedes senaste periheliepassage skedde den 30 oktober 2019.[Uppdatering behövs] Dess rotationstid har beräknats till 24,64 timmar.